# Mario & Luigi: Fratelli nel tempo
Mario & Luigi: Fratelli nel tempo, pubblicato in Giappone come Mario & Luigi RPG 2×2 (マリオ&ルイージRPG 2?, Mario & Ruīji Ārupījī ni), è un videogioco di ruolo sviluppato da AlphaDream e pubblicato da Nintendo per la console portatile Nintendo DS nel 2005. È il secondo gioco nella serie RPG di Mario & Luigi, ed è il sequel di Mario & Luigi: Superstar Saga per il Game Boy Advance. Un seguito a questo gioco, Mario & Luigi: Viaggio al centro di Bowser, è stato pubblicato in Giappone l'11 febbraio del 2009, e in Nord America il 14 settembre dello stesso anno.
Sebbene sia il sequel di Superstar Saga, le due trame non sono collegate. In Fratelli nel Tempo c'è un'enfasi del viaggio nel tempo, che porta i protagonisti a viaggiare tra il passato ed il presente del Regno dei Funghi. L'avventura segue Mario, Luigi, Baby Mario e Baby Luigi in cerca della Principessa Peach, rapita da una specie aliena conosciuta come gli Shroob. Il gameplay si basa sulla co-operazione tra i quattro protagonisti, che devono usare le loro specifiche qualità e abilità per risolvere gli enigmi e avanzare nel gioco. Fratelli nel Tempo contiene molti elementi dei giochi di ruolo, ma con un sistema di battaglie a turni focalizzata sul premere il pulsante giusto al momento giusto. La modalità di gioco è simile al suo predecessore, ma è notevolmente più cupo come trama e tematiche.
Fratelli nel Tempo è stato recepito positivamente dai media, ottenendo un punteggio cumulato dell'86,80% da Game Rankings e un 87 da Metacritic. Come il suo predecessore, il gioco è stato apprezzato dalla critica per la sua caratterizzazione e per lo stile comico, e anche per il suo uso del doppio schermo del DS.

## Modalità di gioco
Il gameplay di Fratelli nel Tempo, con un'enfasi sugli elementi RPG e sul cooperare per risolvere enigmi, è simile al suo predecessore, sebbene ci siano delle differenze tra i due giochi. Per la maggior parte del tempo di Fratelli nel Tempo, il terreno di gioco è visualizzato sul touchscreen mentre una mappa è visualizzata sull'altro schermo, e mostra informazioni rilevanti come la posizione di ogni protagonista e dei blocchi per salvare il gioco. Inoltre, le visuali cambiano quando si è in una battaglia, o si entra nel menu, o il gruppo si divide in due gruppi, dove ogni gruppo è visibile su uno dei due schermi.

### Il terreno di gioco
Il giocatore può controllare i quattro protagonisti tutti insieme o alternativamente in coppie separate (A Mario, B Luigi, X Baby Mario, Y Baby Luigi). Il giocatore può scegliere di separare i bambini dagli adulti, spesso per ingressi o buchi troppo piccoli per gli adulti. Queste situazioni formano molti enigmi del gioco, nel quale diversi oggetti o pulsanti possono essere raggiunti solo usando le abilità specifiche dei bambini. Le due coppie possono anche eseguire mosse speciali quando sono separate, ottenute durante il gioco. Ogni azione è assegnata ad uno specifico pulsante sul DS, per ogni protagonista, presente sullo schermo: premendo il pulsante corrispondente si esegue l'azione. Queste azioni, come lo "Spin Jump", che permette ai fratelli adulti di ruotare nell'aria, sono necessarie per avanzare nel gioco e risolvere i vari enigmi.
Il gioco ha molti aspetti RPG presenti nel suo predecessore, compresa l'interazione con i personaggi non giocanti, che è richiesta per avanzare nella trama e nel gameplay. I progressi di ogni personaggio sono misurati con i punti esperienza, necessari per salire di livello, un processo che aumenta le statistiche relative alle battaglie. Come in Superstar Saga, si possono comprare anche oggetti e equipaggiamenti che migliorano lo status noti come tessere e vestiti.

### Battaglia
Il sistema delle battaglie è simile a quello del suo predecessore, con l'efficacia degli attacchi che dipende dal premere il pulsante di attacco al momento giusto. Anche qui la battaglia si svolge a turni, con gli attacchi dei personaggi adulti rinforzati dalle azioni dei personaggi piccoli. Le Mosse Fratelli—mosse eseguite da Mario insieme a Luigi—sono state sostituite dai Strumenti Fratelli, che sono un numero finito di attacchi collezionabili sul terreno di gioco o acquistabili nei negozi. Come le Mosse Fratelli, questi sono attacchi molto più forti eseguibili dai quattro fratelli insieme. Solo gli adulti vengono colpiti, sebbene i bambini possono essere vulnerabili qualora la loro controparte adulta sia stata sconfitta in battaglia. L'eliminazione dei bambini avrà effetti sulla battaglia, come l'impossibilità di usare alcuni Strumenti Fratelli, e il gruppo non potrebbe difendersi con i martelli, che sono tenuti esclusivamente dai bambini.

## Trama
Diversamente da Superstar Saga, Fratelli nel Tempo non è ambientato nel Regno di Fagiolandia, ma nel tradizionale Regno dei Funghi presente nella maggior parte dei giochi di Mario. L'ambientazione contiene molti luoghi, da quelli apparsi in giochi precedenti, come il Castello di Bowser, a località originali come il Koopaseo. Mario e Luigi possono viaggiare nel passato attraverso le brecce temporali, che introducono il concetto dei personaggi bambini.
Il gioco comincia con il Professor Strambic che completa la sua ultima creazione, una macchina del tempo che sfrutta l'energia di una gemma chiamata Stella Cobalto, presentata al castello della Principessa Peach. Peach viaggia nel passato con la macchina, ma non riesce a tornare. Al suo posto, con la macchina del tempo distrutta torna un membro di una specie aliena conosciuta semplicemente come Shroob. Il Regno dei Funghi del passato è stato invaso dagli Shroob, Peach è stata catturata e tenuta in ostaggio nel suo castello. Dopo avere sconfitto lo Shroob, si apre una breccia temporale, che lascia un passaggio verso il passato. Mario e Luigi decidono perciò di andare nel passato alla ricerca di Peach. Nel corso del viaggio, Mario e Luigi incontrano loro stessi da bambini, e decidono di ritrovare i pezzi della Stella Cobalto, che era stata spaccata in sei frammenti e che si ritiene sia l'unica arma in grado di sconfiggere gli Shroob. I fratelli raccolgono tutti i pezzi della Stella, anche se perseguitati da Baby Bowser (cioè Bowser del passato) che vuole la Stella Cobalto come suo tesoro personale. Alla fine, essi ricompongono la Stella Cobalto, liberando inconsapevolmente la sorella maggiore della Principessa Shroob, che diventa il boss finale del gioco. La storia finisce quando la sorella maggiore della Principessa Shroob si impossessa del corpo di Bowser trasformandolo in Shrowser e viene sconfitta e Peach viene liberata, mentre Baby Mario e Baby Luigi tornano nel passato assieme a Baby Peach grazie alla macchina del tempo.

## Sviluppo e sequel
Nintendo ha mostrato Fratelli nel Tempo per la prima volta all'E3 del 2005, dove era disponibile una demo giocabile del gioco. Le demo contenevano tre livelli, ognuno accompagnato da un tutoriale per guidare il giocatore. Ogni livello aveva un obiettivo differente e rappresentava le abilità dei personaggi nel gioco, come l'uso del martello. Tra questa prima presentazione e l'uscita del gioco, Nintendo ha rivelato alcuni dettagli di Fratelli nel Tempo sulla trama e sul gameplay, e ha annunciato la compatibilità con la caratteristica "Rumble Pak". AlphaDream, già sviluppatori di Superstar Saga, hanno sviluppato questo gioco, con l'aiuto di gente esperta nella serie di Mario, come Kōji Kondō nel supporto sonoro e Charles Martinet nelle voci dei protagonisti. La musica è stata composta da Yōko Shimomura, che aveva già composto le musiche di Superstar Saga. Fratelli nel Tempo è uscito per la prima volta in Nord America il 28 novembre del 2005. È stato annunciato un sequel a Fratelli nel Tempo durante la Conferenza Nintendo del 2 ottobre 2008, con il nome di Mario & Luigi: Viaggio al centro di Bowser. Quest'ultimo è uscito in Giappone l'11 febbraio 2009, e in Nord America il 14 settembre dello stesso anno.

## Accoglienza
| Testata                          | Giudizio |
| -------------------------------- | -------- |
| Metacritic (media al 2010-11-05) | 87/100   |
| Eurogamer                        | 9/10     |
| GameSpot                         | 8,9/10   |
| IGN                              | 9/10     |
| GameRankings                     | 86,80%   |

Fratelli nel Tempo ha ricevuto recensioni generalmente positive, con critici che lodavano l'uso dei personaggi e della trama nel gioco. Craig Harris di IGN ha commentato lo stile comico del gioco, dicendo che "molto del fascino di Mario & Luigi viene dalla presenza di molto humor". Ciò nonostante, Ricardo Torres di GameSpot ha detto che "l'humor auto-referenziale che dava più grinta al gioco originale non è così prevalente". Jonathan Metts di Nintendo World Report ha apprezzato il ritorno al Regno dei Funghi come ambientazione, affermando che il Regno dei Funghi portasse più personaggi distintivi e più elementi per la trama. Anche se ha apprezzato l'uso dell'humor in Fratelli nel Tempo, Derek Cavin di RPGamer critica la trama del gioco, descrivendola come una "storia semplice che non si sviluppa come avrebbe potuto". È stata apprezzata soprattutto la caratterizzazione del gioco, con Eurogamer che ha apprezzato Valigi8.0, comparandolo a Sogghigno, un personaggio di Superstar Saga.
I critici hanno apprezzato l'uso dei due schermi in Fratelli nel Tempo, come anche la funzione "Rumble Pak". GameSpot ha criticato lo scarso uso del touch screen, definendolo "superfluo"; Anche John Walker di Eurogamer la pensa allo stesso modo, dicendo che il gioco sarebbe stato migliore senza l'utilizzo del touch screen del DS. I critici si sono lamentati dei controlli del gioco, esprimendo la loro difficoltà nel coordinare i quattro personaggi, con problemi crescenti quando si combatteva un nemico con personaggi che non erano controllati. Il cambiamento del sistema di battaglia ha ricevuto risposte diverse—GameSpot ha apprezzato le battaglie più difficili e più "ricche" contro i boss, mentre Nintendo World Report ha criticato la complessità aggiunta, dicendo che "la crescita della resistenza dei nemici è maggiore della crescita della forza dei personaggi, quindi le battaglie diventano sempre più lunghe". IGN ha notato che "l'avventura in Fratelli nel Tempo inizia in modo un po' troppo semplice", anche se riconosce che le difficoltà aumentano con l'avanzare nel gioco.
Le visuali e la presentazione di Fratelli nel Tempo sono state ben accolte, con Eurogamer che le descrive come "completamente deliziose". GameSpot ha apprezzato "l'aggiunta eleganza" nelle animazioni raggiunta con il DS, sebbene la prospettiva renda alcune cose come colpire i blocchi o contrattaccare "più difficile di quanto debba essere". Torres critica anche la colonna sonora del gioco, descrivendola come "l'anello debole", sebbene altri critici apprezzino l'audio del gioco. In Giappone, nella prima settimana Fratelli nel Tempo ha venduto 132 726 unità. Il 25 luglio 2007, il gioco aveva venduto 1,39 milioni di copie in tutto il mondo. Inoltre, il gioco ha ricevuto il premio Editors' Choice da IGN. Il gioco si è classificato 50-esimo tra i "100 migliori giochi Nintendo" per la rivista Official Nintendo Magazine. complessivamente il gioco ha venduto 1,75 Milioni di unita.